# فلوران کرستین
فلوران کرستین (به فرانسوی: Florent Chrestien) شاعر و مترجم قرن شانزدهم میلادی اهل فرانسه است.